# Евита (филм)
 Тази статия е за филма.  За мюзикъла вижте Евита (мюзикъл).  
„Евита“ (на английски: Evita) е американска филмова адаптация на сценичния вариант на мюзикъла на Андрю Лойд Уебър „Евита“, в който се разказва за живота на аржентинката Ева Перон. Филмът, режисиран от Алън Паркър, излиза на 14 декември 1996 и печалбите от него в световен мащаб са 143 милиона долара. Филмът е номиниран за пет награди Оскар и печели наградата за най-добра песен („You Must Love Me“). „Евита“ има и пет номинации за наградата Златен глобус и печели три от тях.

## Сюжет
„Евита“ разказва за живота на Ева Дуарте (по-късно Перон) от детството ѝ като бедно момиче, до първа дама и духовен водач на Аржентина.

## В ролите
| Изпълнител       | Роля            |
| ---------------- | --------------- |
| Мадона           | Ева Перон       |
| Антонио Бандерас | Че              |
| Джонатан Прайс   | Хуан Перон      |
| Джими Нейл       | Агустин Магалди |
| Питър Хю         | генерал Франко  |

## Награди и номинации
| Категория                               | Номиниран(и)                         | Резултат                |
| Оскар (24 март 1997 г.)                 | Оскар (24 март 1997 г.)              | Оскар (24 март 1997 г.) |
| --------------------------------------- | ------------------------------------ | ----------------------- |
| Най-добра оригинална песен              | „You Must Love Me“                   | награда                 |
| Най-добри декори                        | Най-добри декори                     | номинация               |
| Най-добър звук                          | Най-добър звук                       | номинация               |
| Най-добра кинематография                | Дариус Хонджи                        | номинация               |
| Най-добър филмов монтаж                 | Гери Хамблинг                        | номинация               |
| Награда на БАФТА (29 април 1997 г.)     |                                      |                         |
| Най-добри декори                        | Най-добри декори                     | номинация               |
| Най-добри костюми                       | Най-добри костюми                    | номинация               |
| Най-добър звук                          | Най-добър звук                       | номинация               |
| Най-добър грим и прически               | Най-добър грим и прически            | номинация               |
| Най-добър адаптиран сценарий            | Алън Паркър и Оливър Стоун           | номинация               |
| Най-добра кинематография                | Дариус Хонджи                        | номинация               |
| Най-добър филмов монтаж                 | Гери Хамблинг                        | номинация               |
| Най-добра филмова музика                | Андрю Лойд Уебър                     | номинация               |
| Златен глобус (19 януари 1997 г.)       |                                      |                         |
| Най-добър филм – мюзикъл или комедия    | Най-добър филм – мюзикъл или комедия | награда                 |
| Най-добра актриса в мюзикъл или комедия | Мадона                               | награда                 |
| Най-добра оригинална песен              | „You Must Love Me“                   | награда                 |
| Най-добър режисьор                      | Алън Паркър                          | номинация               |
| Най-добър актьор в мюзикъл или комедия  | Антонио Бандерас                     | номинация               |
| Сателит (15 януари 1997 г.)             |                                      |                         |
| Най-добър филм – мюзикъл или комедия    | Най-добър филм – мюзикъл или комедия | награда                 |
| Най-добри костюми                       | Най-добри костюми                    | награда                 |
| Най-добра оригинална песен              | „You Must Love Me“                   | награда                 |
| Най-добри декори                        | Най-добри декори                     | номинация               |
| Най-добра кинематография                | Дариус Хонджи                        | номинация               |